# NGC 4600
NGC 4600 este o galaxie lenticulară situată în constelația Fecioara. A fost descoperită în 30 aprilie 1786 de către William Herschel. Se află la o distanță de 8,17 megaparseci de Pământ.